# حصاردار باغ
حصاردار باغ یا حصاردار روستایی در دهستان قلعه زری بخش جلگه ماژان شهرستان خوسف استان خراسان جنوبی ایران است.

## جمعیت
بر پایه سرشماری عمومی نفوس و مسکن در سال ۱۳۹۵ جمعیت این روستا ۶۶ نفر (۲۱خانوار) بوده‌است.